# Ozarchaea ornata
Espèce
Synonymes
- Pararchaea ornata Hickman, 1969

Ozarchaea ornata est une espèce d'araignées aranéomorphes de la famille des Malkaridae.

## Distribution
Cette espèce est endémique de Tasmanie en Australie.

## Description
La femelle holotype mesure 1,94 mm et le mâle décrit par Rix en 2005 mesure 1,52 mm.

## Publication originale
- Hickman, 1969 : New species of Toxopidae and Archaeidae (Araneida). Papers and Proceedings of the Royal Society of Tasmania, vol. 103, p. 1-11 (texte intégral).